# Hearts of Darkness: A Filmmaker's Apocalypse
Hearts of Darkness: A Filmmaker's Apocalypse, (Brasil: Francis Ford Coppola - O Apocalipse de Um Cineasta ) é um documentário de 1991 sobre a produção do filme Apocalypse Now.